# Puttalam
Puttalam (syng. පුත්තලම, tamil. புத்தளம்) – miasto w Sri Lance, w prowincji Północno-Zachodnia.